# Bully Beatdown

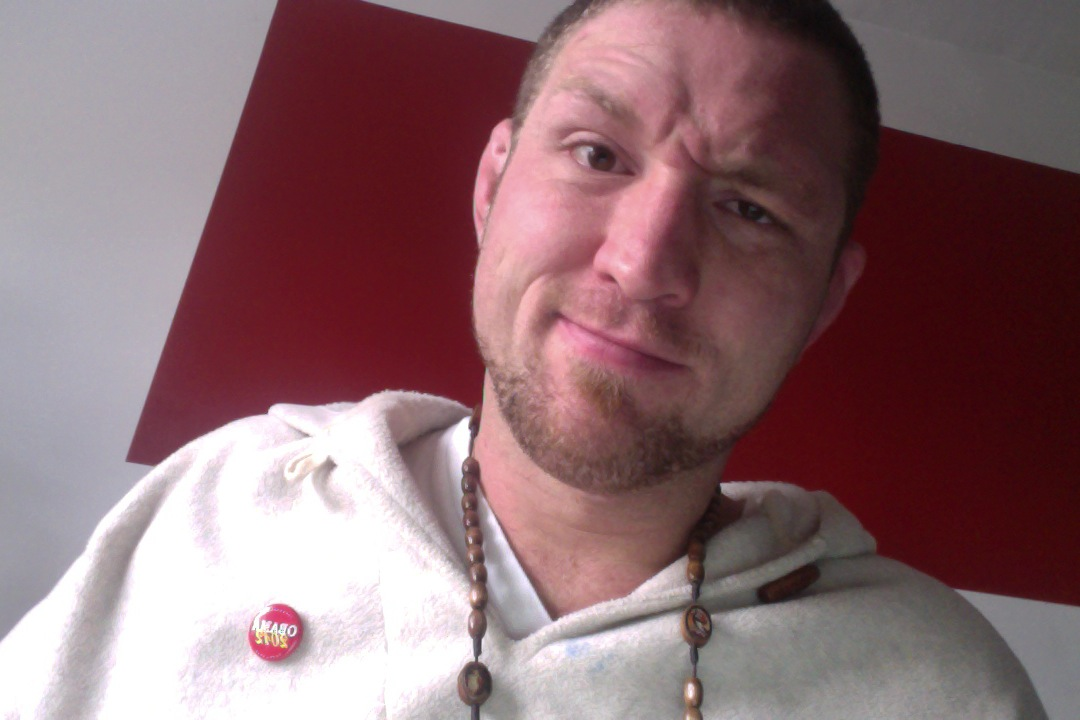
Fotografía del artista marcial mixto Jason Miller, presentador del programa Bully Beatdown

Bully Beatdown es un reality show de televisión estadounidense creado por Mark Burnett, que se transmite en MTV. En cada episodio, el presentador Jason «Mayhem» Miller desafía a bravucones para que se enfrenten a un artista marcial mixto para tener la oportunidad de ganar diez mil dólares. El dinero que reciben depende de su desempeño en contra de su oponente, el dinero que no gana el bravucón es entregado a las víctimas. Si el bravucón se las arregla para noquear al artista marcial mixto, o logra hacer que se rinda en cualquier momento, ganará un bonus de cinco mil dólares, con un total de diez mil dólares.

## Controversias
Se dio a conocer por parte de uno de los participantes del programa, Dennis Ilyaich, que él fue contratado por parte de este reality show para personificar a un bravucón, en donde fue el único abusador del show que pudo obtener el total de diez mil dólares al no haber sido sometido ni noqueado por su oponente profesional de las artes marciales mixtas, Thomas Denny. 
Dennis comentó por medio de la plataforma YouTube, comentó lo siguiente: 
Yo soy el actor que era el bravucón en el show en el 2009 cuando tenía veintiún años. Tomé la oportunidad de hacer diez mil dólares, con la oportunidad de ir a la escuela de paramédicos, con el sueño de convertirme en bombero. Con la ayuda de Dios, logré esa meta. Las dos víctimas son mis amigos de la infancia y aun siguen siendo mis amigos, sólo para aclarar la desinformación.
También, antes yo competía en una asociación de Fisicoculturismo Natural, llamada INBA (siglas en inglés para International Natural Bodybuilding Association). Yo nunca tomé esteroides en mi vida y permanezco natural hasta este día. Sucede que, en mí, la producción natural de testosterona siempre fue y sigue siendo alta. Mi padre, quien tiene setenta años, tiene testosterona más alta que muchos a su edad, entonces la genética juega un rol importante.
En términos de pelea, la pelea fue fuertemente editada. Yo mandé al piso a mi oponente con una patada, algo que ellos (el programa) quitaron y sólo un par de nosotros tenemos la filmación completa. 

En general, fue genial. El bullying es incorrecto. Esto fue estrictamente un show. Dios los bendiga.
Además de Dennis, no se tiene más información directa, así como con Dennis, para corroborar esta información. Sin embargo, se ha sugerido que Bully Beatdown es en gran parte actuado y en la mayoría de los casos, el «bravucón» o «víctima», o ambos, nunca se habían conocido antes de cada episodio. Uno de los «bravucones» del show, incluyó su aparición en el programa en su currículo de actuación. Otro «bravucón» es un doble de riesgo profesional quien ya había aparecido en otros programas de televisión.
En respuesta, Jason Miller, el presentador del programa y artista marcial mixto, escribió en su blog lo que él categorizó como una «publicación trol», en donde la publicación hablaba de que el show era completamente falso, para burlarse de aquellos que lo llamaban falso.
Miller luego publicó en su blog que las palizas físicas representadas en el programa no podían ser falsificadas. Él (Miller) se refirió a los bravucones como «idiotas», quienes realmente creen que pueden derrotar a peleadores profesionales. Miller mantuvo que el show es «real».